# Алиев, Арсен Абдураупович
Арсен Абдураупович Алиев (Махачкала, Дагестанская АССР, РСФСР, СССР) — российский спортсмен, специализируется по ушу, рукопашному бою, кикбоксингу и кунгфу-саньда, чемпион Европы и России по ушу-саньда. 

## Спортивная карьера
Ушу-саньда занимается в махачкалинском спортивном клубе «Аманат». Является чемпионом Дагестана по панкратиону. В 2010 году в турецкой Анталье стал чемпионом Европы.

## Спортивные достижения
- Международный турнир ОДКБ по комплексному единоборству 2008 —
- Международный турнир по АРБ памяти Маргелова 2008 —
- Матчевая встречи Московской областью против Беларуси по Боевому сабо 2009 —
- Международный турнир по рукопашному бою памяти Воробьева 2009.—
- Чемпионат России по панкратиону 2008 —
- Чемпионат России по панкратиону 2008 —
- Чемпионат России по АРБ 2009 —
- Кубок России по К-1  2010 —
- Чемпионат России по ушу-саньда 2010 —
- Чемпионат Европы по ушу-саньда 2010.—
- Чемпионат России по кунгфу-саньда 2010.—
- Чемпионат мира по кунгфу-саньда 2010 —
- Чемпион 9-х всемирных игр Ушу (ушу-саньда) 2011 —

## Личная жизнь
Является выпускником дагестанский филиал Российского государственного университет туризма и сервиса. Младший брат мастера по ушу чемпиона Европы Султана Алиева, брат Исмаила Алиева, также мастера по ушу, чемпиона Европы.